# 今城和久
今城 和久（いまじょう かずひさ、1974年10月11日 - ）は、NHKのアナウンサー。

## 人物
兵庫県神戸市出身。兵庫県立神戸高等学校を経て、早稲田大学第一文学部を卒業後、同大学大学院人間科学研究科に進み、博士前期課程を修了後、1999年（平成11年）4月に入局。
2020年8月より神戸放送局に帰郷、2023年7月に和歌山放送局へ2度目の異動。
好きな食べ物はコロッケ。

## 嗜好・導話
- 趣味は一人旅・楽器演奏（コントラバス・ピアノ・トランペット）・犬と会話[4]。
- 中学高校時代は吹奏楽部に所属。大学時代には早稲田大学交響楽団でコントラバス奏者として世界4か国13都市でのホールを巡った経験もあり。入局後もアマチュアオーケストラでの合奏に参加している[5]。
- 趣味が高じて、クラシックに関わるインタビューや番組、イベント[5]に出演をしたり、何度かNHKの番組テーマ曲を作ったこともある[6]。

## 現在の担当番組
- ギュギュっと和歌山（キャスター：2025年4月7日 - ）（神谷一鷹と隔週で担当）[7]
- ラジオ防災講座
- わかやま845（不定期）

## 過去の担当番組・業務
京都放送局時代
- ニュースかんさい 京都発（キャスター）

大阪放送局時代
- FMシンフォニー・コンサート（大阪放送局制作分）
- ぐるっと関西プラス（2006年度）
- 関西845（不定期）
- 関西地方のニュース

神戸放送局時代（1度目）
- 生活ほっとモーニング 中継担当（2007年4月25日、中継）
- 新兵庫史を歩く（2008年12月5日）
- ニュースKOBE発 キャスター（2007年4月から2011年7月まで）[8]
- FMシンフォニー・コンサート（大阪放送局制作分）[9]

東京アナウンス室時代
- ふるさと自慢うた自慢&ふるさと自慢コンサート
- NHKニュースおはよう日本・関東甲信越 中継リポーター（不定期）
- 首都圏ネットワーク [10]　リポーター
- ラジオニュース（不定期）
- BSニュース（キャスター）
- 首都圏ニュース845（代理キャスター）

ラジオセンター時代
- ディレクター業務

和歌山放送局時代（1度目）
- あすのWA!（キャスター；2014年3月 - 2016年6月）
- わかやま845（不定期）
- ゆく年くる年（金剛峯寺からの中継：2014年12月31日）
- ラジオ防災特番 「『稲むらの火』を世界に　～世界津波の日」(進行：2016年11月5日)
- ラジオ防災講座（2017年4月 - 2018年6月）
- アナウンス統括（2016年6月-2018年6月）

富山放送局時代
- 富山県のニュース
- ラジオ富山人（パーソナリティー・編責）
- ニュース富山人（編責）
- さらさらサラダ・富山（編責）
- ニュースとやま845（不定期）
- おはよう富山（不定期）
- 放送部副部長（アナウンス統括）
- 富山放送局制作番組の編責

神戸放送局時代（2度目）
- 兵庫ニュース845（不定期）
- 関西発ラジオ深夜便（不定期・主にコーナー出演など）
- インタビューここから『作曲家・佐渡裕』（2020年11月3日）：語り手
- うまいッ!（2020年12月14日）-『ハンパない粘り!濃厚なうまみ　山の芋〜兵庫・丹波篠山市〜』
- 関西発ラジオ深夜便（アンカー・2023年1月20日 - 21日）

和歌山放送局時代（2度目）
- ジャズライブ神戸（不定期、和歌山異動後も継続）
- ギュギュっと和歌山（編責、山田朋生の代理キャスター）
- ぐるっと関西おひるまえ・和歌山（編責）
- 和歌山放送局制作番組の編責